# Economia da Turquia
A economia da Turquia constitui-se num misto complexo de indústria e comércio modernos e um setor agrícola tradicional que, em 2010, ainda era responsável por cerca de 30% dos empregos. A Turquia dispõe de um setor privado forte e em rápido crescimento, mas o Estado ainda desempenha um papel preponderante nas áreas de indústria de base, bancos, transporte e comunicações.
A Turquia tem o 15.º maior PIB PPC (Paridade do Poder de Compra) e o 17.º maior PIB nominal. O país é membro da Organização para a Cooperação e Desenvolvimento Econômico (OCDE) e do G20. Durante as primeiras seis décadas da República, entre 1923 e 1983, predominou uma abordagem quase-estatal com o planejamento governamental rigoroso do orçamento e das limitações impostas pelo governo sobre a participação do setor privado, comércio exterior, fluxo de moeda estrangeira e investimento direto no estrangeiro. No entanto, em 1983, o primeiro-ministro Turgut Özal iniciou uma série de reformas destinadas a mudar a economia de um sistema estatista isolado a uma mais do setor privado, o modelo baseado no mercado.

## Histórico
A Turquia iniciou uma série de reformas nos anos 1980 com o objetivo de reorientar a economia de um sistema estatista e isolado para um modelo mais voltado para o setor privado. As reformas provocaram um crescimento econômico acelerado, embora com episódios de forte recessão e crises financeiras em 1994, 1999 e 2001. A incapacidade de implementar reformas adicionais, combinada com déficits públicos elevados e crescentes e corrupção generalizada, resultou em inflação alta, volatilidade econômica e um setor bancário fraco. O governo viu-se então forçado a deixar a lira turca flutuar e a adotar um programa de reformas econômicas mais ambicioso, inclusive com uma política fiscal mais rígida e com níveis sem precedentes de empréstimos do Fundo Monetário Internacional.[carece de fontes?]
Em 2002 e 2003, as reformas começaram a dar resultados e o governo logrou estabilizar as taxas de juros e pagar a dívida pública. Desde então, a inflação e a taxa de juros têm decrescido consideravelmente. A economia cresceu à ordem de 7,5% ao ano entre 2002 e 2005. Em 1 de janeiro de 2005, a lira turca foi substituída pela "nova lira turca", com o corte de seis zeros.
Em 2005, a Turquia atraiu US$ 9,6 bilhões * em investimento estrangeiro direto, resultado do programa econômico que incluiu grandes privatizações, a estabilidade provocada pelo início das negociações para a adesão à União Europeia, o crescimento econômico e mudanças estruturais nos setores bancário, de varejo e de telecomunicações.[carece de fontes?]
Em 2005, o PIB turco foi de US$ 612,3 bilhões * (PPC), com um PIB per capita de US$ 8 200 e inflação de 8,2%. Com exportações de US$ 72,5 bilhões * e importações de US$ 101,2 bilhões * (2005, FOB), seus principais parceiros comerciais são a Alemanha, o Reino Unido, a Itália, os Estados Unidos, a França e a Espanha.[carece de fontes?]
As reformas que promoveram o crescimento rápido, mas esse crescimento foi marcado por fortes recessões e crises financeiras em 1994, 1999 (após o terremoto daquele ano), e 2001, resultando em uma média de crescimento de 4% do PIB por ano entre 1981 e 2003. Falta de reformas fiscais adicionais, combinada com défices do setor público elevados e crescentes e a corrupção generalizada resultaram em inflação alta, um setor bancário fraco e aumento da volatilidade macroeconómica.
Desde a crise económica de 2001 e as reformas iniciadas pelo ministro da Fazenda da época, Kemal Derviş, a inflação caiu para números de um dígito, a confiança dos investidores e os investimentos estrangeiros aumentaram, e o desemprego caiu. O FMI previa uma taxa de inflação de 6% para a Turquia em 2008. A Turquia tem aberto seus mercados através de reformas económicas, reduzindo o controle governamental sobre o comércio e aos investimentos estrangeiros e a privatização de setores públicos e a liberalização de muitos setores, a participação privada e estrangeira continuou em meio ao debate político. A dívida pública em relação ao PIB, embora bem abaixo do seu nível durante a recessão de 2001, atingiu 46% em 2010.
A taxa de crescimento do PIB de 2002-2007 foi em média 7,4%, o que fez da Turquia uma das economias que mais cresceram no mundo durante esse período. No entanto, o crescimento do PIB desacelerou para 4,5% em 2008, e no início de 2009, a economia turca foi afetada pela crise financeira global, com o FMI aponta para uma recessão global de 5,1% para o ano, em comparação com a estimativa do governo turco de 3,6%.
Nos primeiros anos deste século, a inflação cronicamente elevada foi mantida sob controle e isso levou ao lançamento de uma nova moeda, a nova lira turca, em 1 de janeiro de 2005, para consolidar as reformas económicas e apagar os vestígios de uma economia instável. Em 1 de janeiro de 2009, a nova lira turca foi renomeada mais uma vez como a lira turca, com a introdução de novas notas e moedas. Como resultado da continuidade das reformas económicas, a inflação caiu para 8,2% em 2005, e a taxa de desemprego para 10,3%. Em 2004, estimava-se que 46% do rendimento disponível total recebido pela parte superior da fonte de renda de 20%, enquanto os 20% mais recebeu 6%.
A Turquia se aproveitou da união aduaneira com a União Europeia, assinada em 1995, para aumentar a sua produção industrial destinada à exportação, ao mesmo tempo que beneficiou o investimento estrangeiro no país. A Turquia usufrui ainda de um acordo de comércio livre com a União Europeia (UE)que dá aos produtos turcos acesso livre a todo o mercado da UE. Em 2007 as exportações haviam atingido $US 115 bilhões *,tendo como principais destinos a Alemanha (11%), Reino Unido (8%), Itália (7%), França (6%), Espanha (4%), e EUA (4%). No total, as exportações para a UE representaram nesse ano 57% do total. As importações totalizaram $US 162 bilhões * em 2007, o que ameaçava o equilíbrio da balança comercial. Os principais parceiros de importação foram a Rússia (14%), Alemanha (10%), China (8%), Itália (6%), EUA (5%), França (5%), Irã (4%) e Reino Unido (3%). As importações da UE representaram 40% do total e as da Ásia 27%. Em 2008, as exportações turcas ascenderam a $US 142 bilhões * e as importações a $US 205 bilhões *.
Depois de anos de baixos níveis de investimento estrangeiro direto (IED), a Turquia conseguiu atrair $US 22 bilhões * em IED em 2007 e esperava-se que atraísse um número maior nos anos seguintes. Uma série de grandes privatizações, como a estabilidade promovida pelo início das negociações de adesão da Turquia à UE, o crescimento forte e estável, e as mudanças estruturais no sistema bancário, varejo e telecomunicações têm contribuído para um aumento do investimento estrangeiro.

## Comércio exterior
Em 2020, o país foi o 30.º maior exportador do mundo (US $ 171,0 bilhões em mercadorias, 0,9% do total mundial). Na soma de bens e serviços exportados, chega a US $ 247,1 bilhões e fica em 26.º lugar mundial. Já nas importações, em 2019, foi o 24.º maior importador do mundo: US $ 200,6 bilhões.

## Setores
A economia da Turquia é cada vez mais dependente da indústria nas grandes cidades, concentrada sobretudo nas províncias ocidentais do país, e menos da agricultura. A agricultura tradicional no entanto ainda é um dos principais pilares da economia turca. Em 2007, o setor agrícola foi responsável por 9% do PIB, enquanto o setor industrial respondeu por 31% e o setor de serviços representou 59%. No entanto, a agricultura ainda respondia por 27% do emprego. Segundo dados do Eurostat, o PIB-PPS per capita turco era de 45% da média da UE em 2008.
O setor do turismo tem experimentado um crescimento rápido nos últimos 20 anos, e constitui uma parte importante da economia. Em 2008 registaram-se 31 milhões de visitantes no país, o que contribuiu com US$ 22 bilhões * para as receitas da Turquia.
Outros setores chaves da economia turca são os setores bancários, da construção, de eletrodomésticos, eletrônicos, têxteis, refinação de petróleo, petroquímica, alimentos, mineração, siderurgia, indústria de máquinas e automobilística. A Turquia tem uma vasta e crescente indústria automobilística, que produziu 1 147 110 veículos em 2008, classificando o país como o 6.º maior produtor da Europa (atrás do Reino Unido e acima de Itália) e o 15.º do mundo. A Turquia também é uma das principais nações da construção naval. Em 2007, o país ocupou a quarta posição no mundo (atrás de China, Coreia do Sul e Japão) em termos do número de navios encomendados, e também ficou em quarto no mundo (atrás da Itália, EUA e Canadá) em termos do número de mega iates.

## Setor primário

### Agricultura
Em 2018, a Turquia:

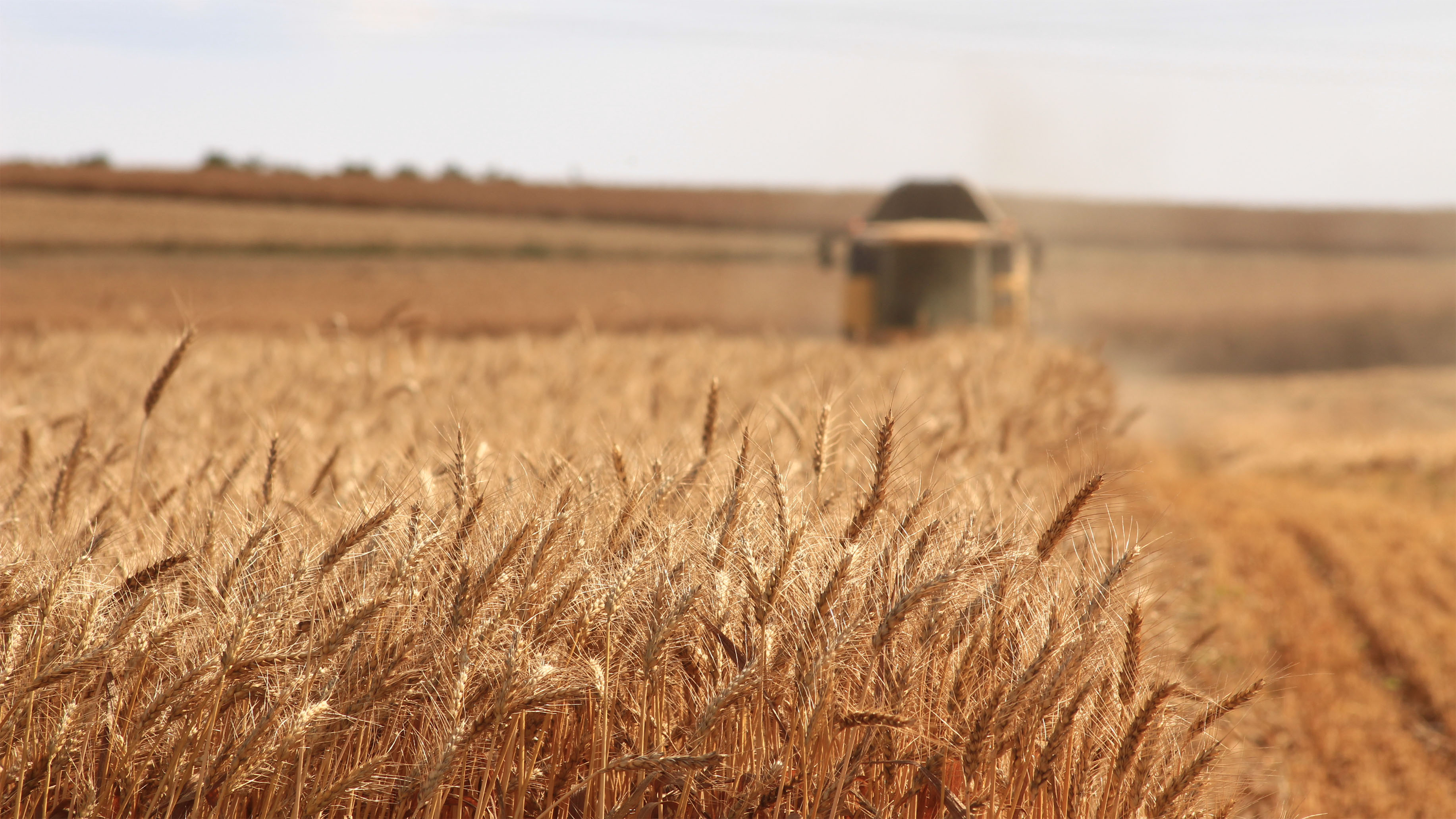
Trigo turco

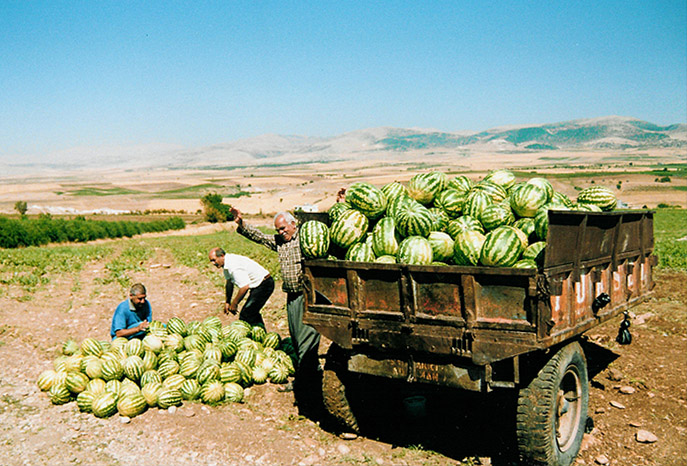
Melancias da Turquia

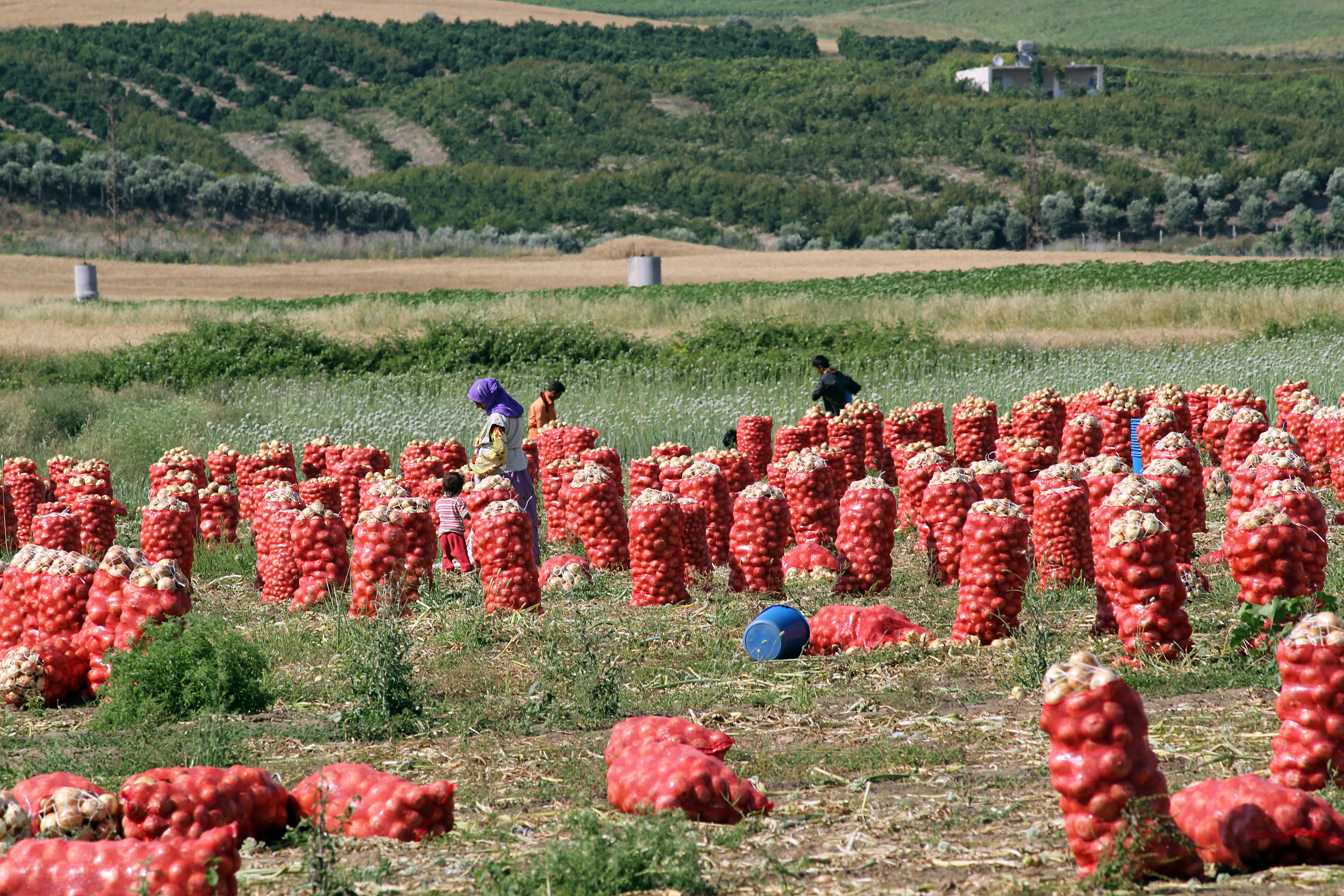
Cebolas turcas

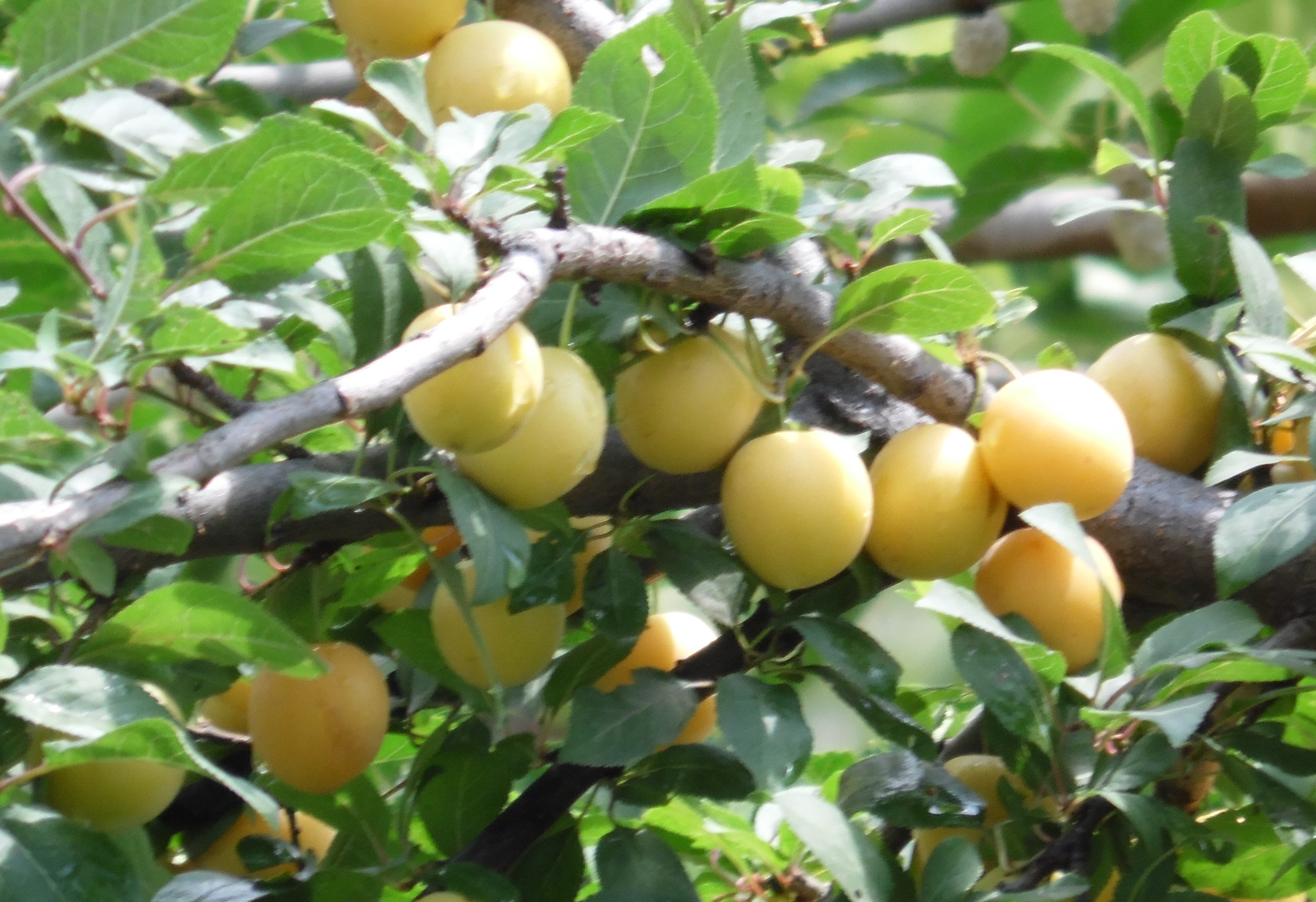
Ameixas de Eder.

- Foi o 10.º maior produtor mundial de trigo (20 milhões de toneladas);
- Foi o 5.º maior produtor mundial de beterraba (18,9 milhões de toneladas), que serve para produzir açúcar e etanol;
- Foi o 4.º maior produtor mundial de tomate (12,1 milhões de toneladas);
- Foi o 8.º maior produtor mundial de cevada (7 milhões de toneladas);
- Foi o 20.º maior produtor mundial de batata (4,5 milhões de toneladas);
- Foi o 3.º maior produtor mundial de melancia (4 milhões de toneladas), perdendo somente para China e Irã;
- Foi o 6.º maior produtor mundial de uva (3,9 milhões de toneladas);
- Foi o 4.º maior produtor mundial de maçã (3,6 milhões de toneladas), perdendo somente para China, EUA e Polônia;
- Foi o 6.º maior produtor mundial de algodão (2,5 milhões de toneladas);
- Foi o 7.º maior produtor mundial de girassol (1,9 milhões de toneladas);
- Foi o 7.º maior produtor mundial de cebola (1,9 milhões de toneladas);
- Foi o 9.º maior produtor mundial de laranja (1,9 milhões de toneladas);
- Foi o 2.º maior produtor mundial de melão (1,7 milhões de toneladas), perdendo somente para a China;
- Foi o 4.º maior produtor mundial de azeitona (1,5 milhões de toneladas), perdendo somente para Espanha, Itália e Marrocos;
- Foi o 6.º maior produtor mundial de limão (1,1 milhões de toneladas);
- Foi o 5.º maior produtor mundial de pêssego (789 mil toneladas);
- Foi o maior produtor mundial de damasco (750 mil toneladas);
- Foi o 5.º maior produtor mundial de pera (519 mil toneladas);
- Foi o 5.º maior produtor mundial de morango (440 mil toneladas);
- Foi o 9.º maior produtor mundial de centeio (320 mil toneladas);
- Foi o maior produtor mundial de figo (306 mil toneladas);
- Foi o 6.º maior produtor mundial de ameixa (296 mil toneladas);
- Foi o 5.º maior produtor mundial de chá (270 mil toneladas);
- Foi o 3.º maior produtor mundial de pistache (240 mil toneladas), perdendo somente para Irã e EUA;
- Foi o 4.º maior produtor mundial de noz (215 mil toneladas);
- Foi o maior produtor mundial de marmelo (176 mil toneladas);
- Produziu 5,7 milhões de toneladas de milho;
- Produziu 940 mil toneladas de arroz;

Além de produções menores de outros produtos agrícolas.

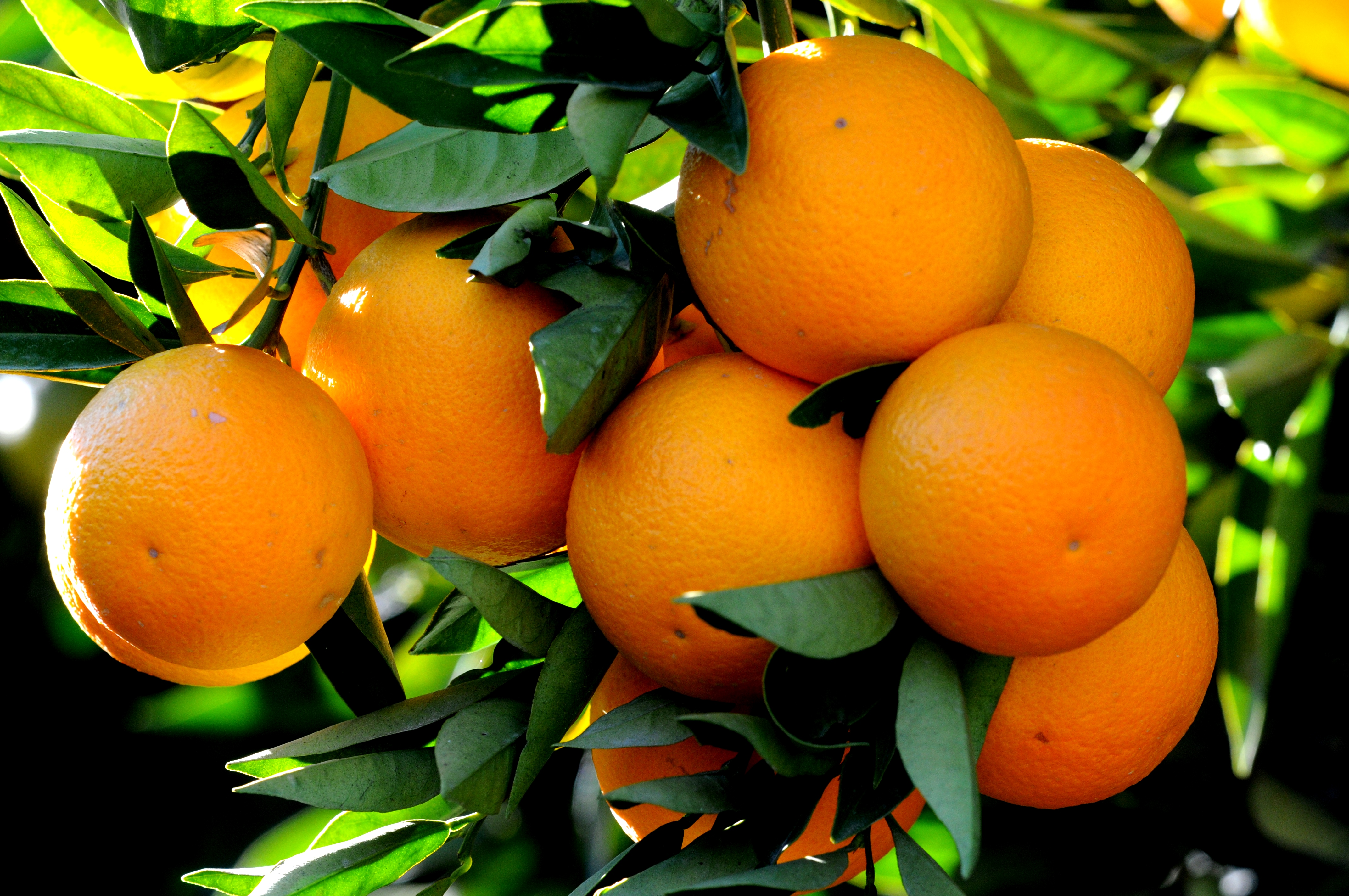
Laranjas de Adana
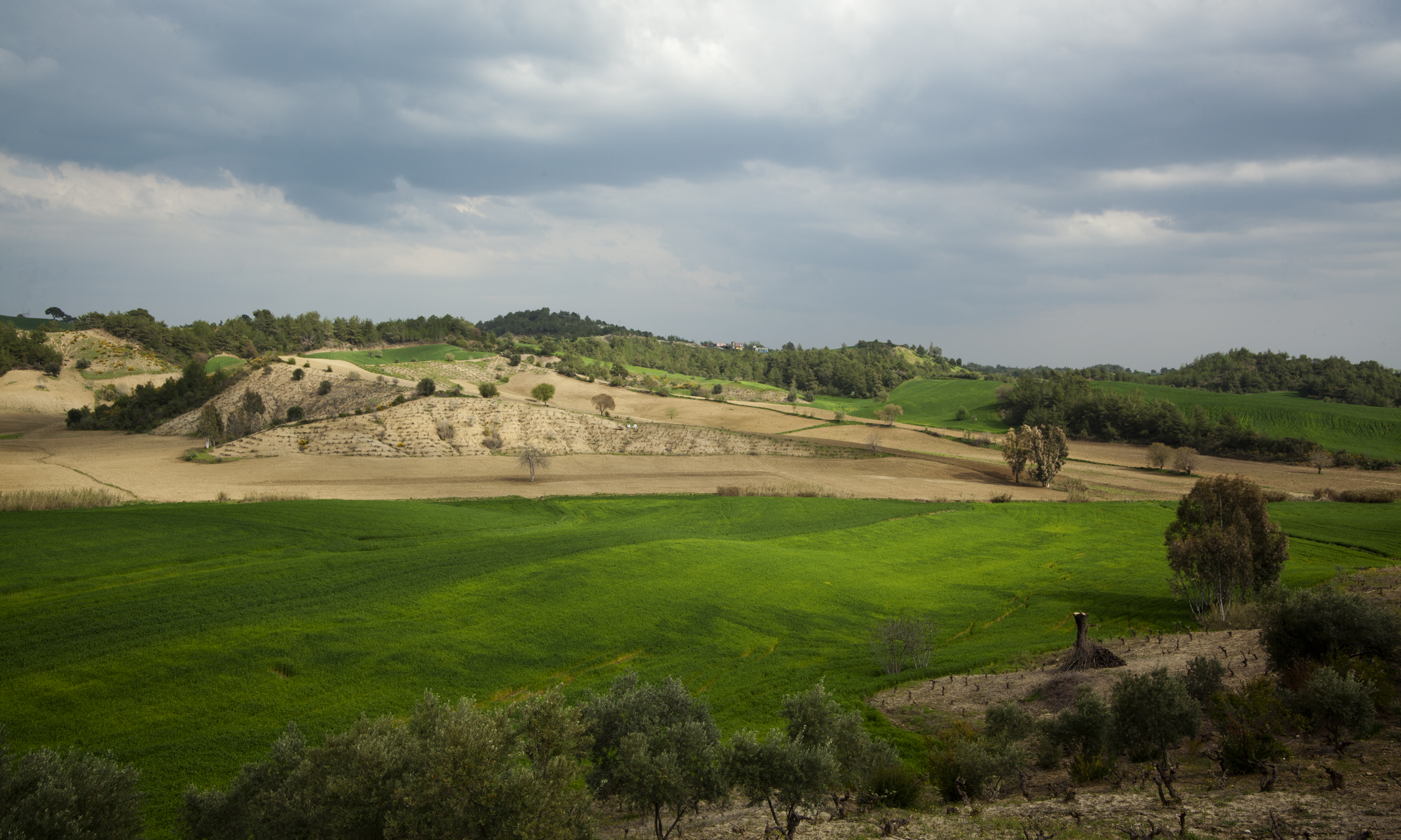
Oliveiras na Turquia
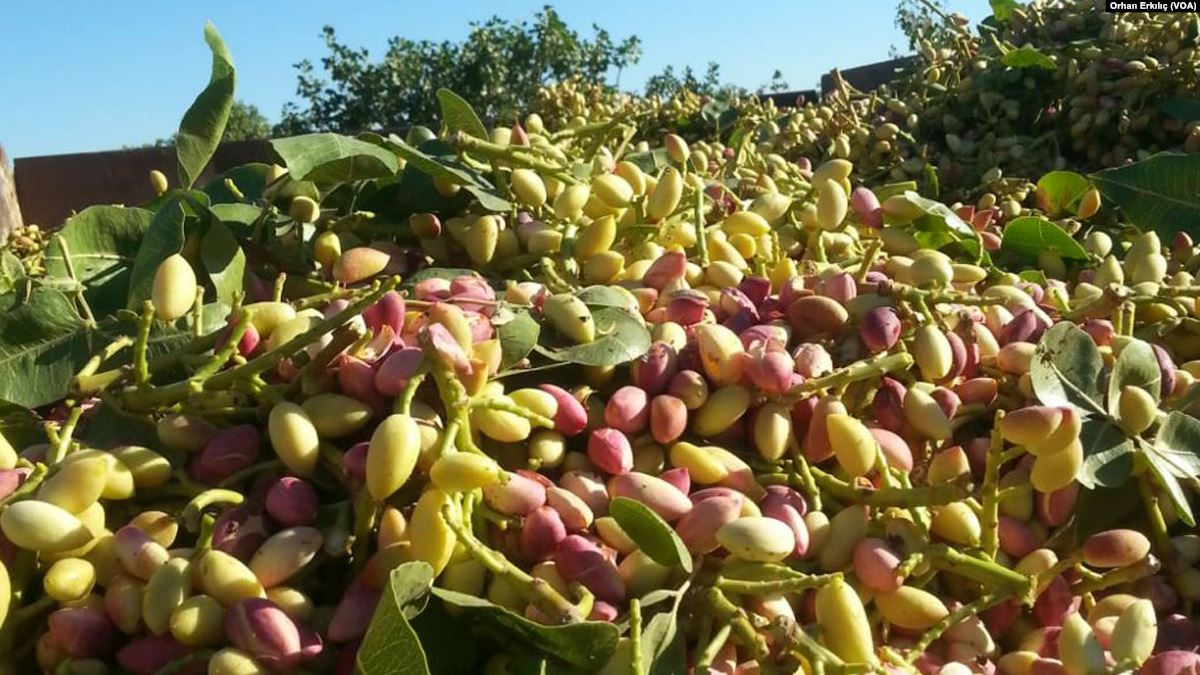
Pistache de Gaziantepe
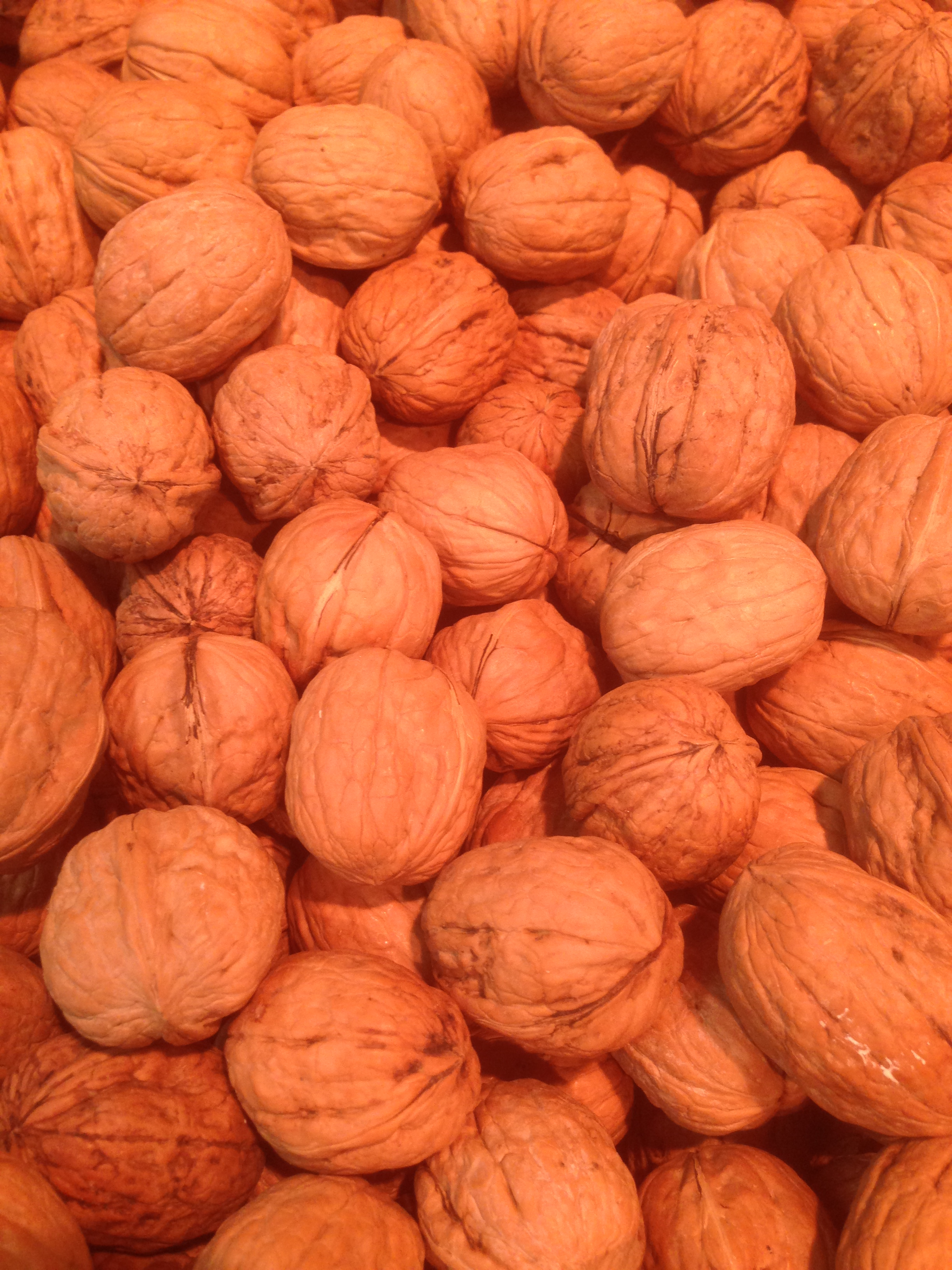
Nozes turcas

### Pecuária
Em 2018, a Turquia foi o 2.º maior produtor mundial de mel (114,1 mil toneladas); o 10.º maior produtor mundial de carne de frango (2,1 milhões de toneladas); o 11.º maior produtor mundial de carne bovina (1 milhão de toneladas); o 4.º maior produtor mundial de carne de cordeiro (389 mil toneladas); o 15.º maior produtor mundial de carne de peru (59 mil toneladas); o 9.º maior produtor mundial de leite de vaca (20 bilhões de litros); o maior produtor mundial de leite de ovelha (1,5 bilhões de litros); o 6.º maior produtor mundial de leite de cabra (577 milhões de litros); entre outros. O país é o 5.º maior produtor mundial de lã.

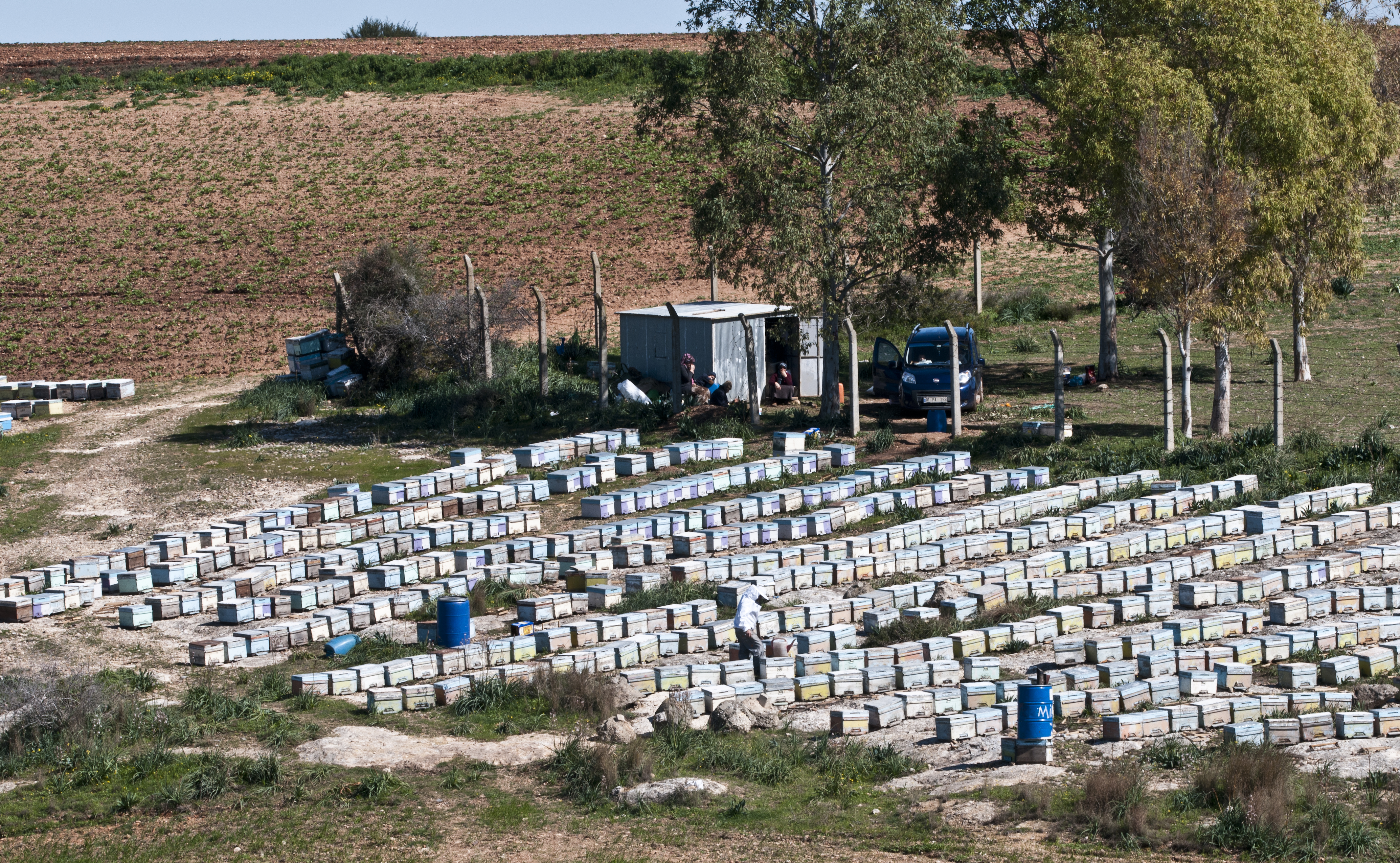
Produção de mel em Adana
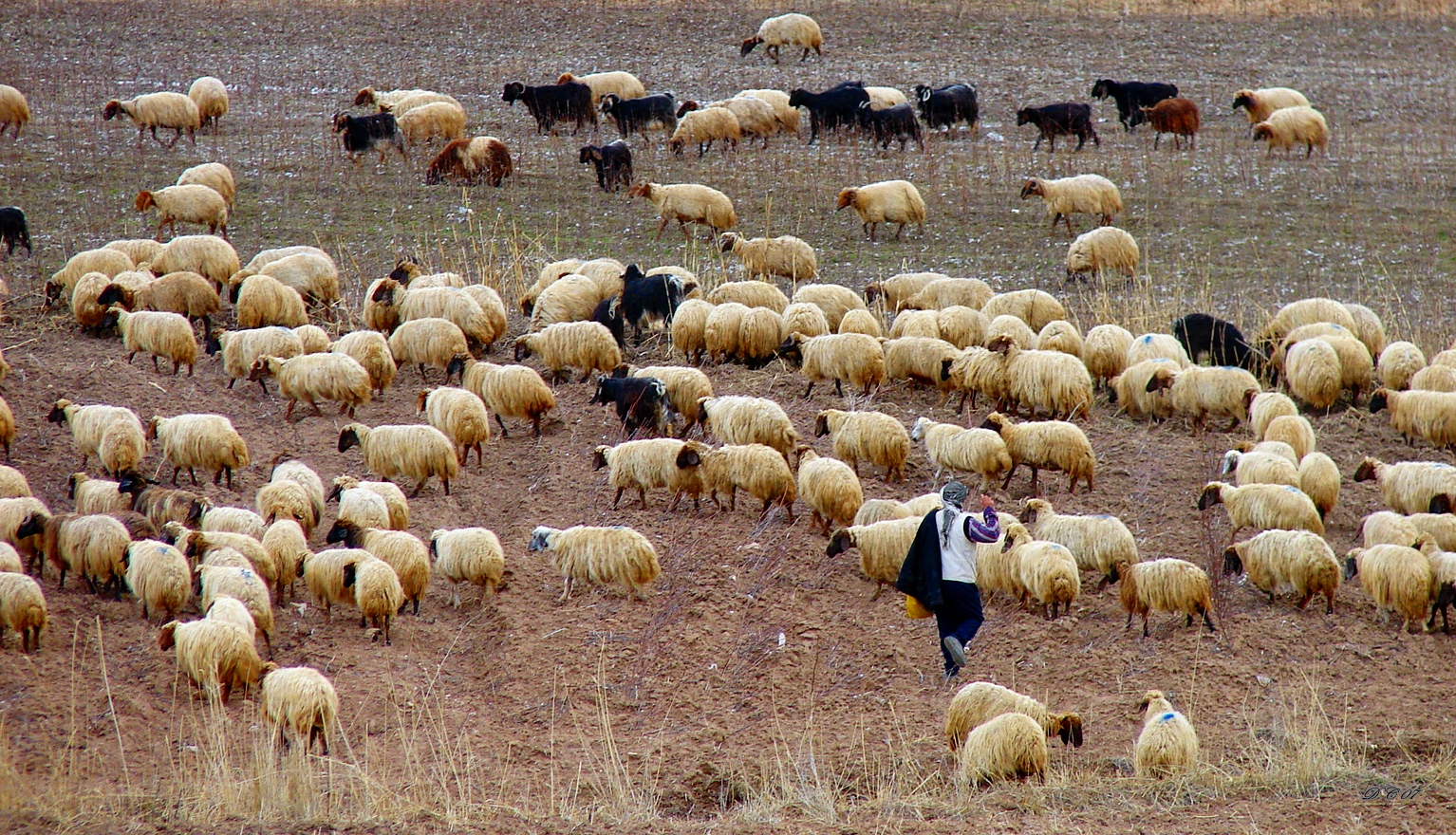
Ovinos da Turquia
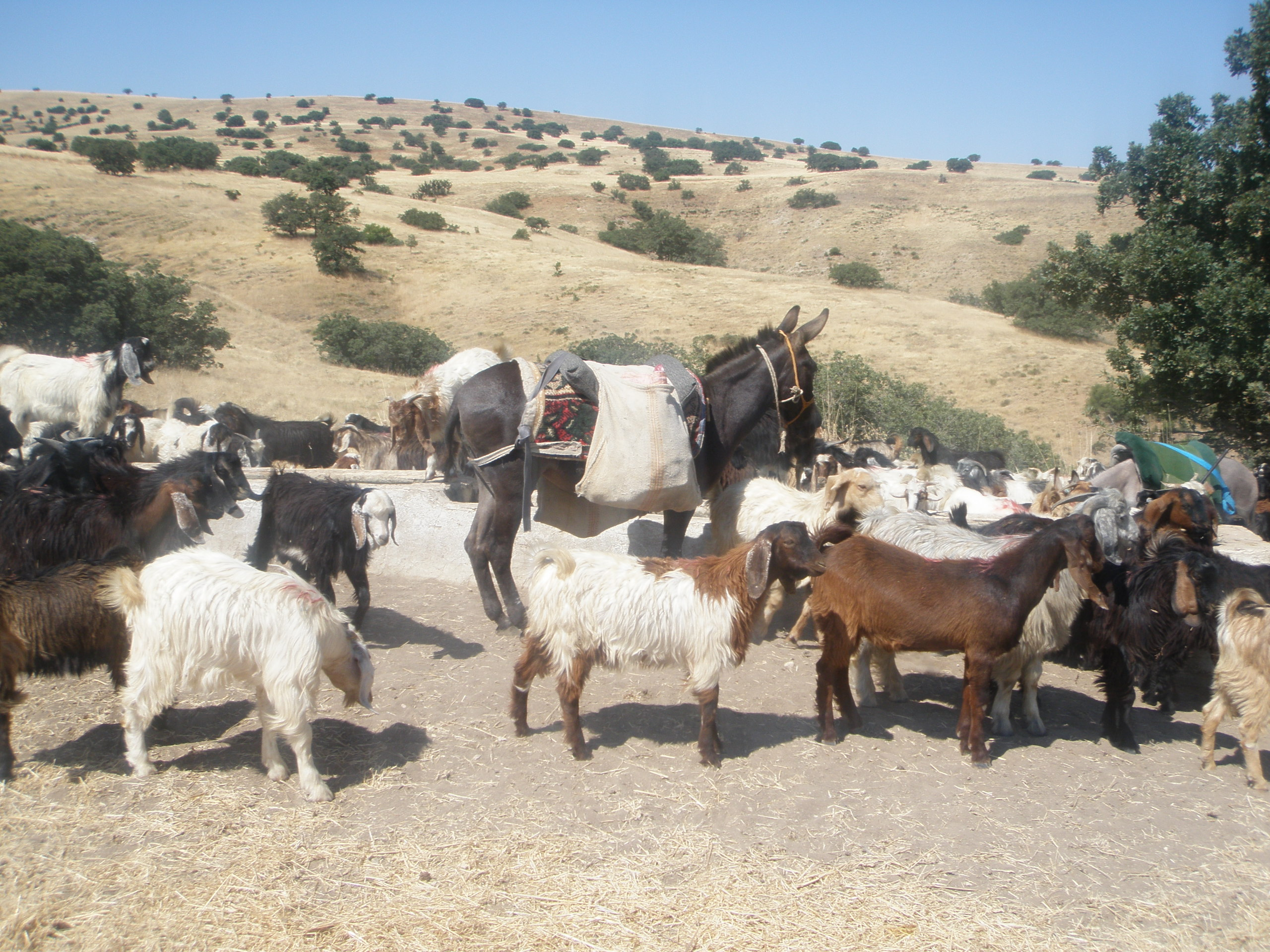
Cabras em Fadilli, Ancara
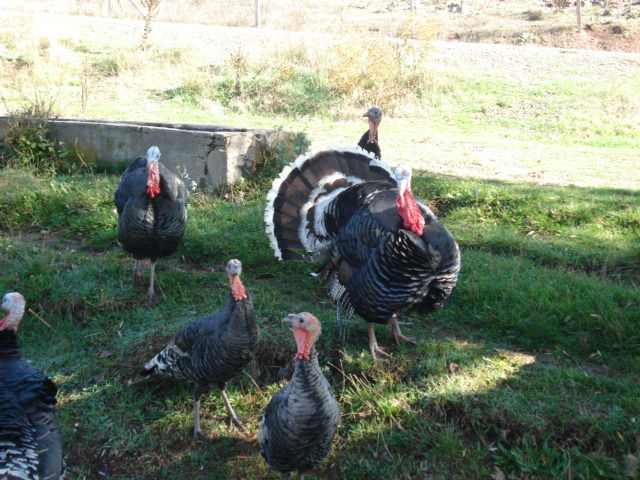
Criação de perus na Turquia

## Setor secundário

### Indústria
O Banco Mundial lista os principais países produtores a cada ano, com base no valor total da produção. Pela lista de 2019, a Turquia tinha a 16.ª indústria mais valiosa do mundo (US $ 139,1 bilhões).
Em 2019, a Turquia era a 14.ª maior produtora de veículos do mundo (1,4 milhão) e o 8.ª maior produtor de aço (33,7 milhões de toneladas). Em 2018, o país foi o 4.º maior produtor mundial de óleo de girassol, o 6.º maior produtor mundial de azeite de oliva e de óleo de algodão, o 7.º maior produtor mundial de manteiga e o 10.º maior produtor mundial de óleo de milho. Foi o 5.º maior produtor mundial de lã em 2019.

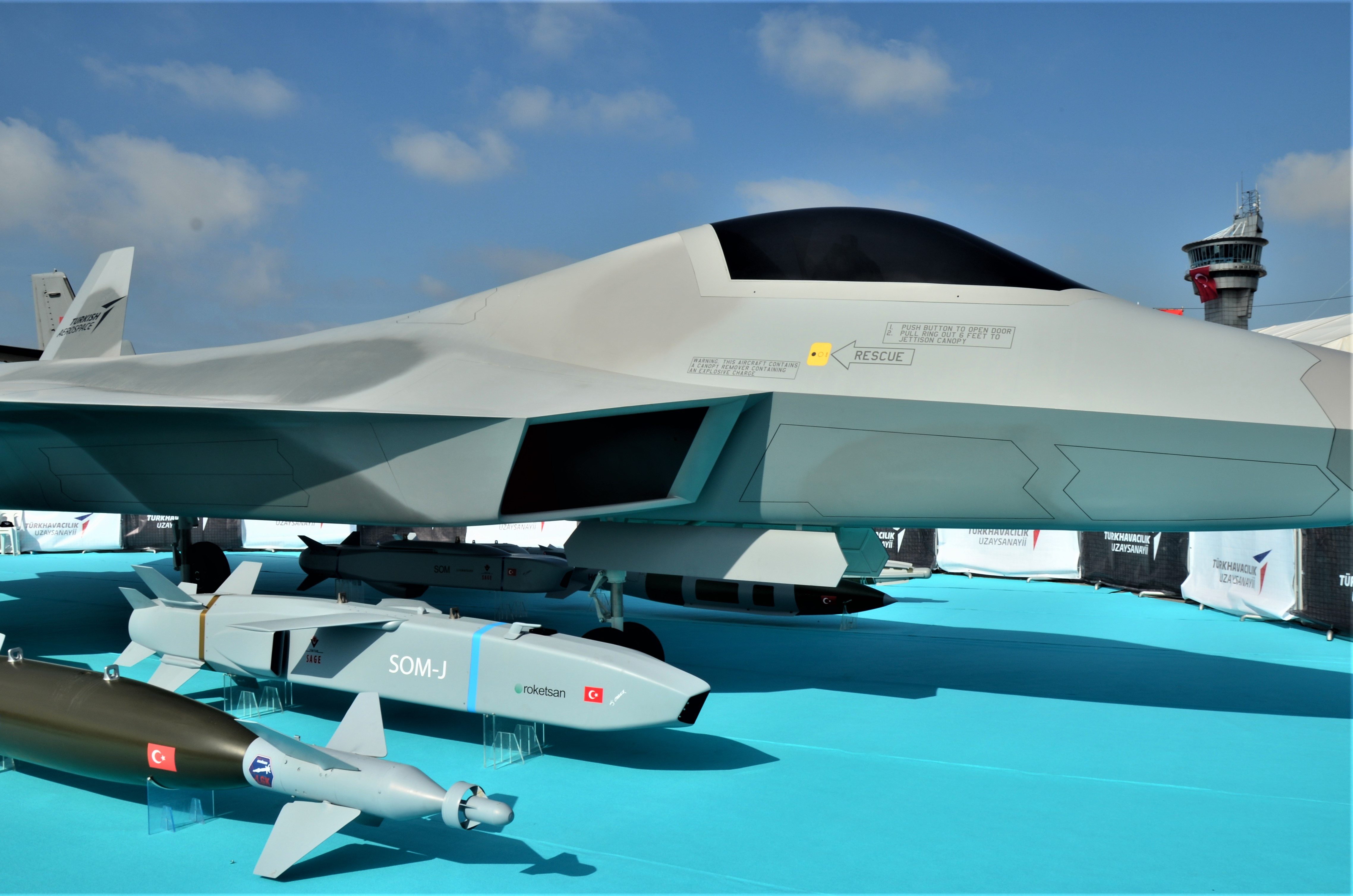
O míssil de cruzeiro SOM-J desenvolvido pelas empresas turcas TÜBİTAK SAGE e ROKETSAN é projetado para caber no compartimento de armas interno do F-35 e do TAI TF-X.
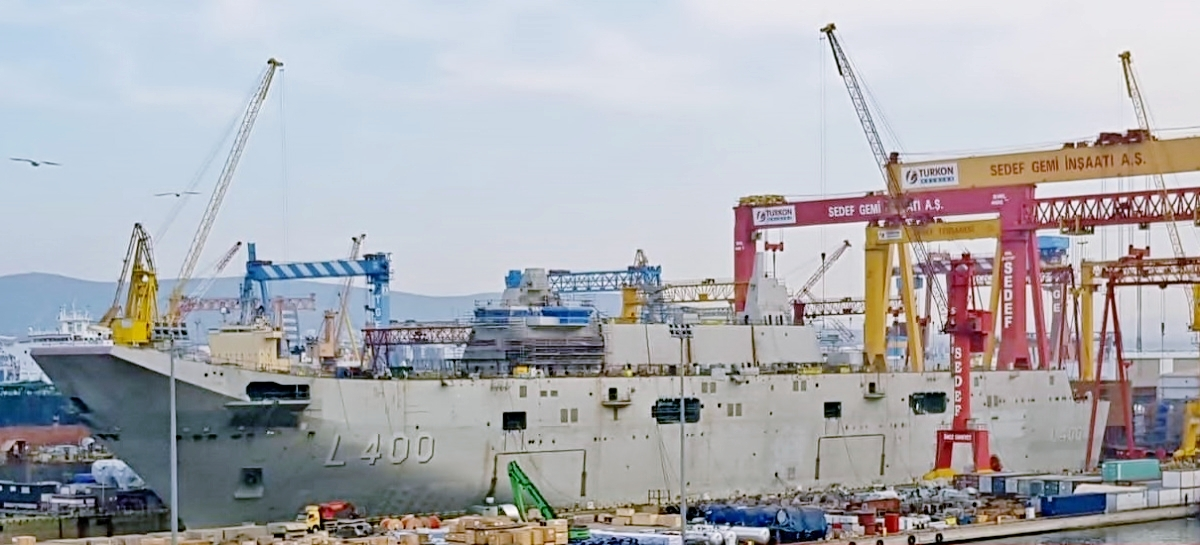
Navio de assalto anfíbio TCG Anadolu (L-400) (porta-aviões LHD e V/STOL) no Estaleiro Sedef, em Istambul.
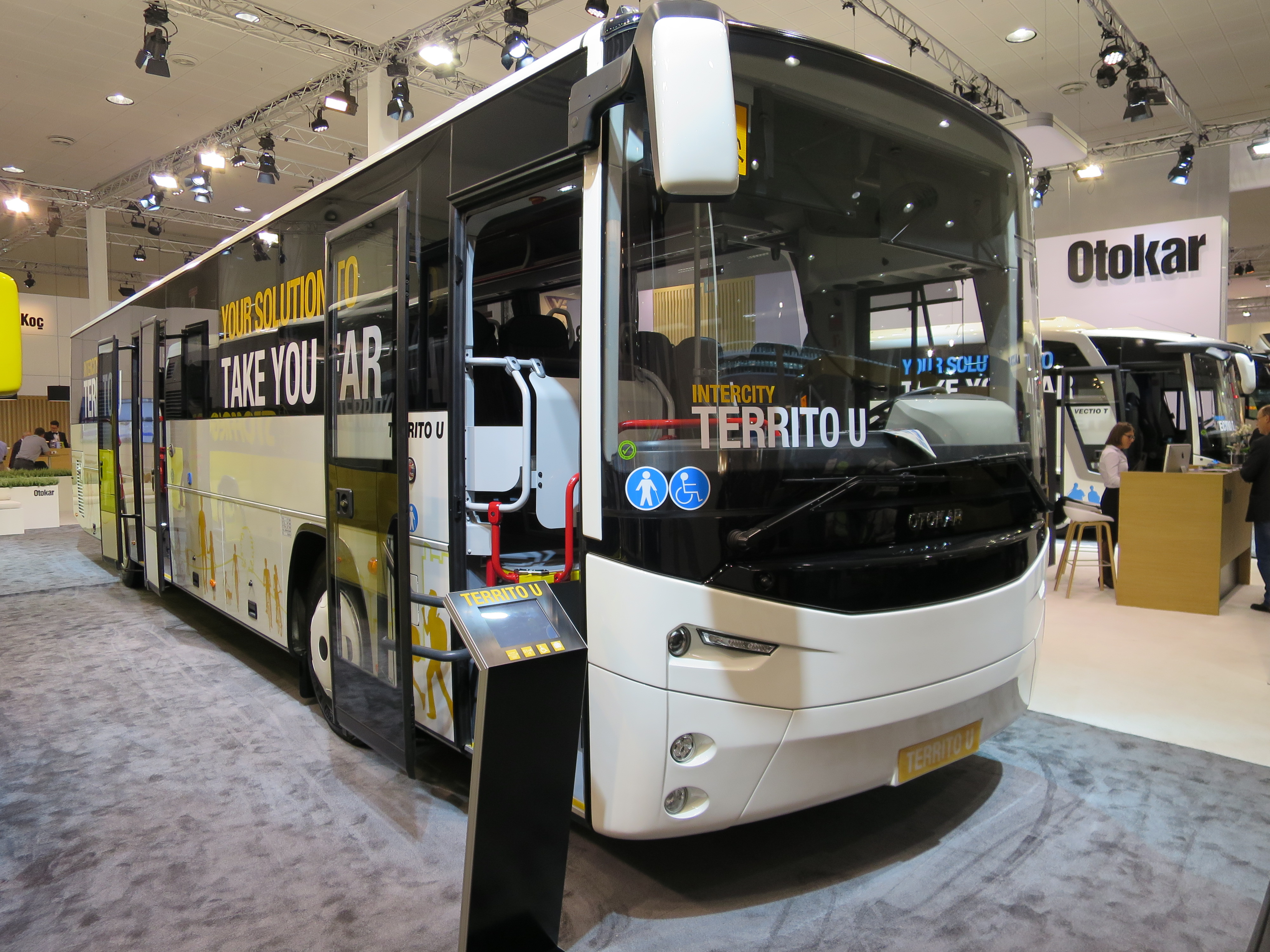
Empresas automotivas turcas como TEMSA, Otokar e BMC estão entre as maiores fabricantes mundiais de vans, ônibus e caminhões.

### Mineração

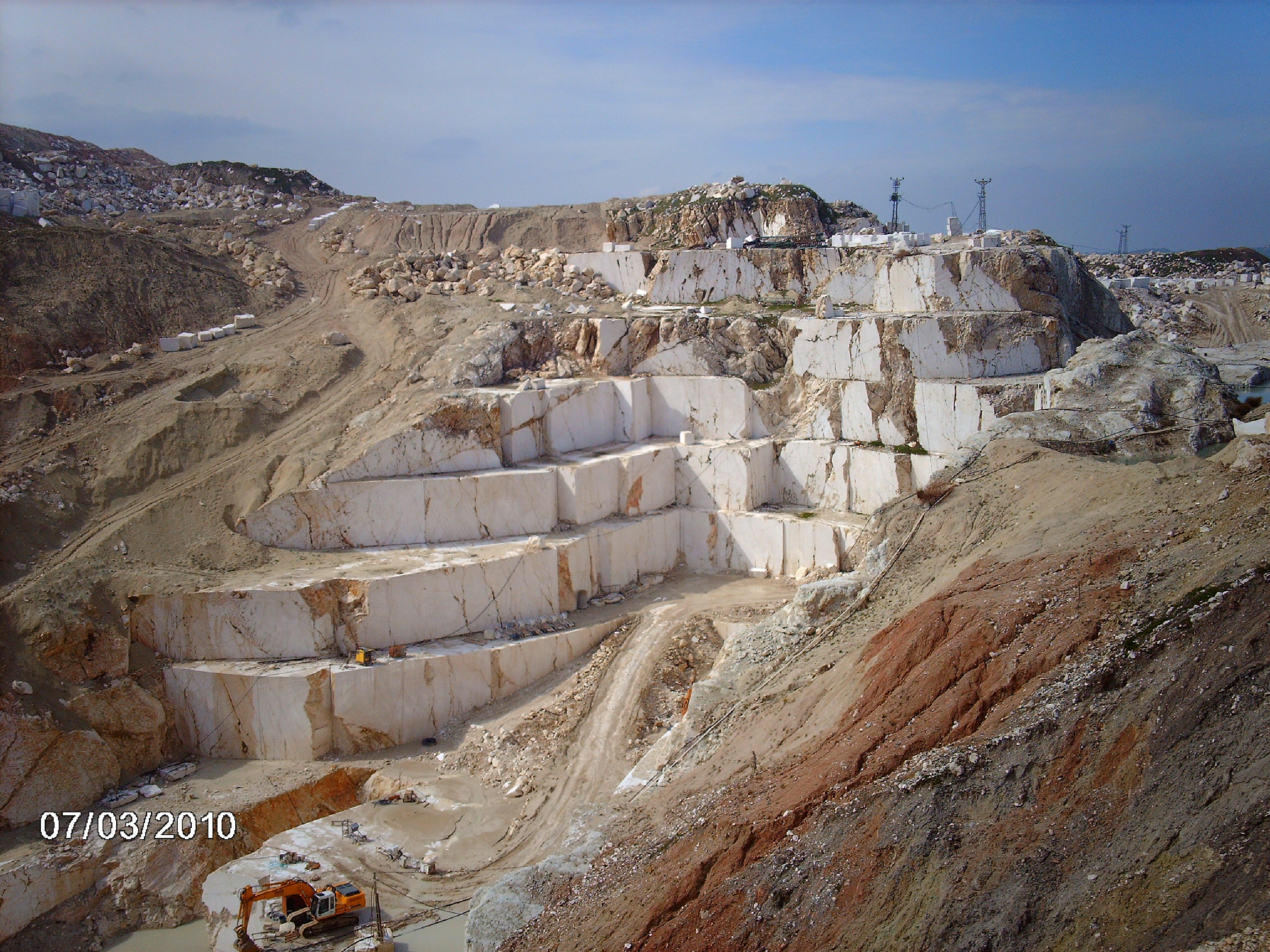
Mina de mármore turca

A Turquia tem uma considerável produção mineral. Em 2019, o país era o 2.º maior produtor mundial de cromo; o maior produtor mundial de boro; 6.º maior produtor mundial de antimônio; 9.º maior produtor mundial de chumbo; 13.º maior produtor mundial de minério de ferro; 11.º maior produtor mundial de molibdênio; 4.º maior produtor mundial de gipsita; 15.º maior produtor mundial de grafite; além de ser o 11.º maior produtor mundial de sal.

### Energia
Nas energias não-renováveis, em 2020, o país era o 49.º maior produtor de petróleo do mundo, extraindo 61,7 mil barris/dia. Em 2019, o país consumia 835 mil barris/dia (24.º maior consumidor do mundo). O país foi o 24.º maior importador de petróleo do mundo em 2013 (379,6 mil barris/dia). Em 2015, a Turquia era o 73.º maior produtor mundial de gás natural, com uma produção quase nula. Em 2017 o país era o 15.º maior consumidor de gás (51,7 bilhões de m3 ao ano) e era o 9.º maior importador de gás do mundo em 2010: 38,4 bilhões de m3 ao ano. Na produção de carvão, o país foi o 11.º maior do mundo em 2018: 99,8 milhões de toneladas. Ainda assim é o 8.º maior importador de carvão do mundo (38 milhões de toneladas em 2018) 
Nas energias renováveis, em 2020, a Turquia era o 13.º maior produtor de energia eólica do mundo, com 8,8 GW de potência instalada, e o 16.º maior produtor de energia solar do mundo, com 6,6 GW de potência instalada. Em 2019 o país era o 9.º maior do mundo em potência instalada de energia hidroelétrica: 28,5 GW.

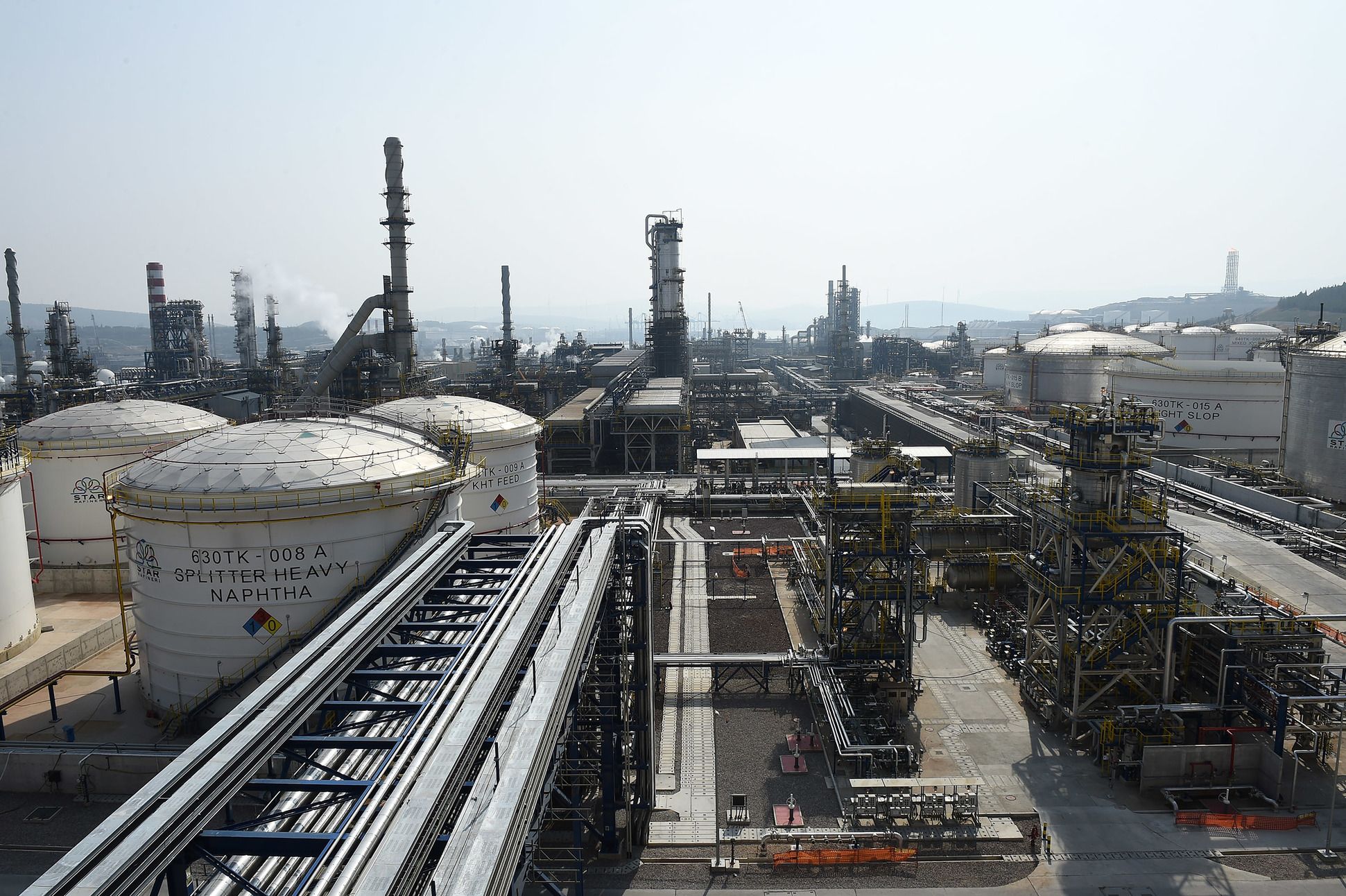
Refinaria SOCAR Star Aegean, em Izmir: a maior parte do petróleo utilizado é importado
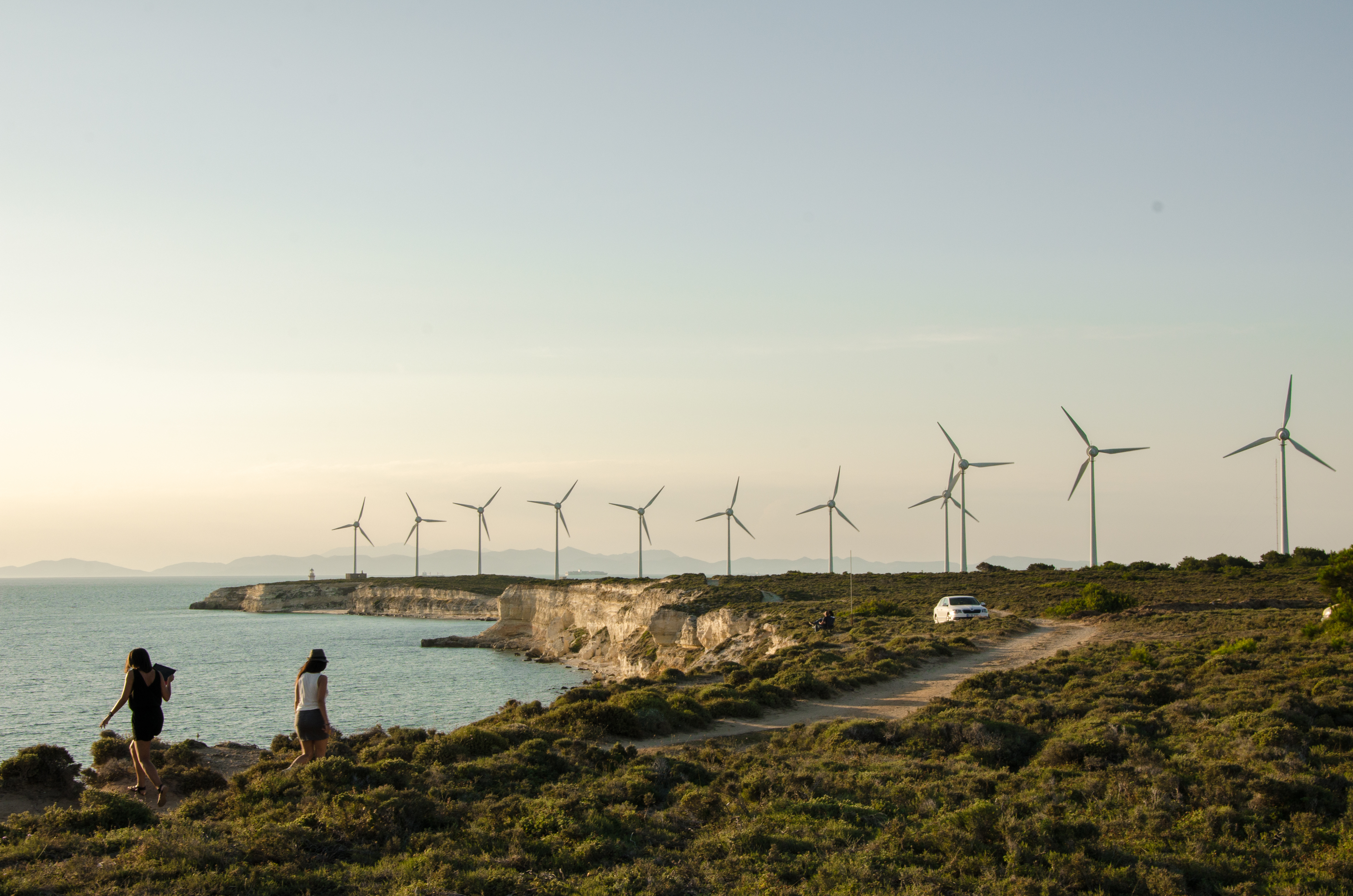
Parque eólico na ilha de Bozcaada, no estreito dos Dardanelos
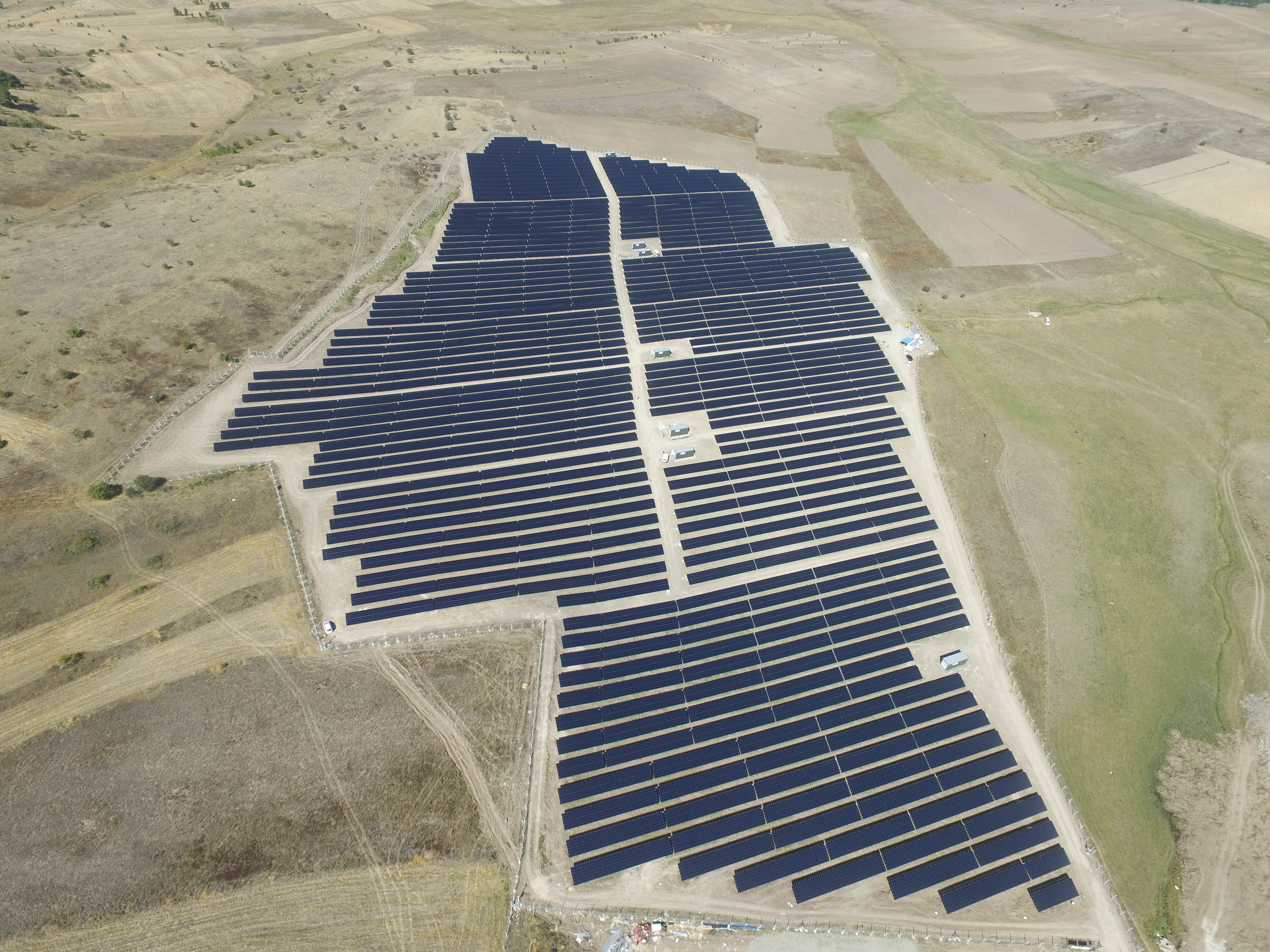
Parque de energia solar Karabuk

## Setor terciário

### Turismo
Em 2018, a Turquia foi o 6.º país mais visitado do mundo, com 45,7 milhões de turistas internacionais. Apesar do volume de pessoas, as receitas do turismo, neste ano, não foram tão altas quanto a de outros países: US $ 25,2 bilhões.

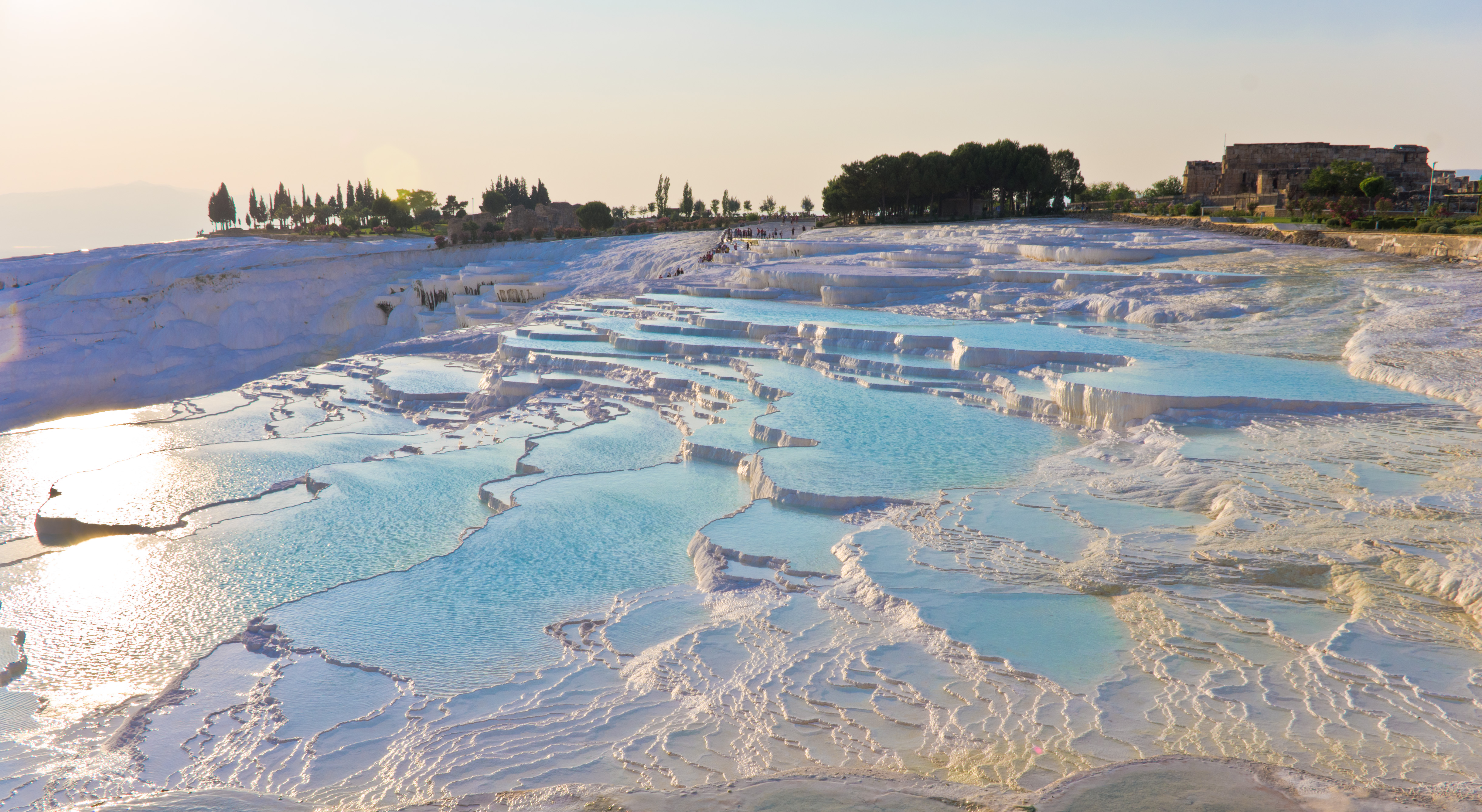
Pamukkale
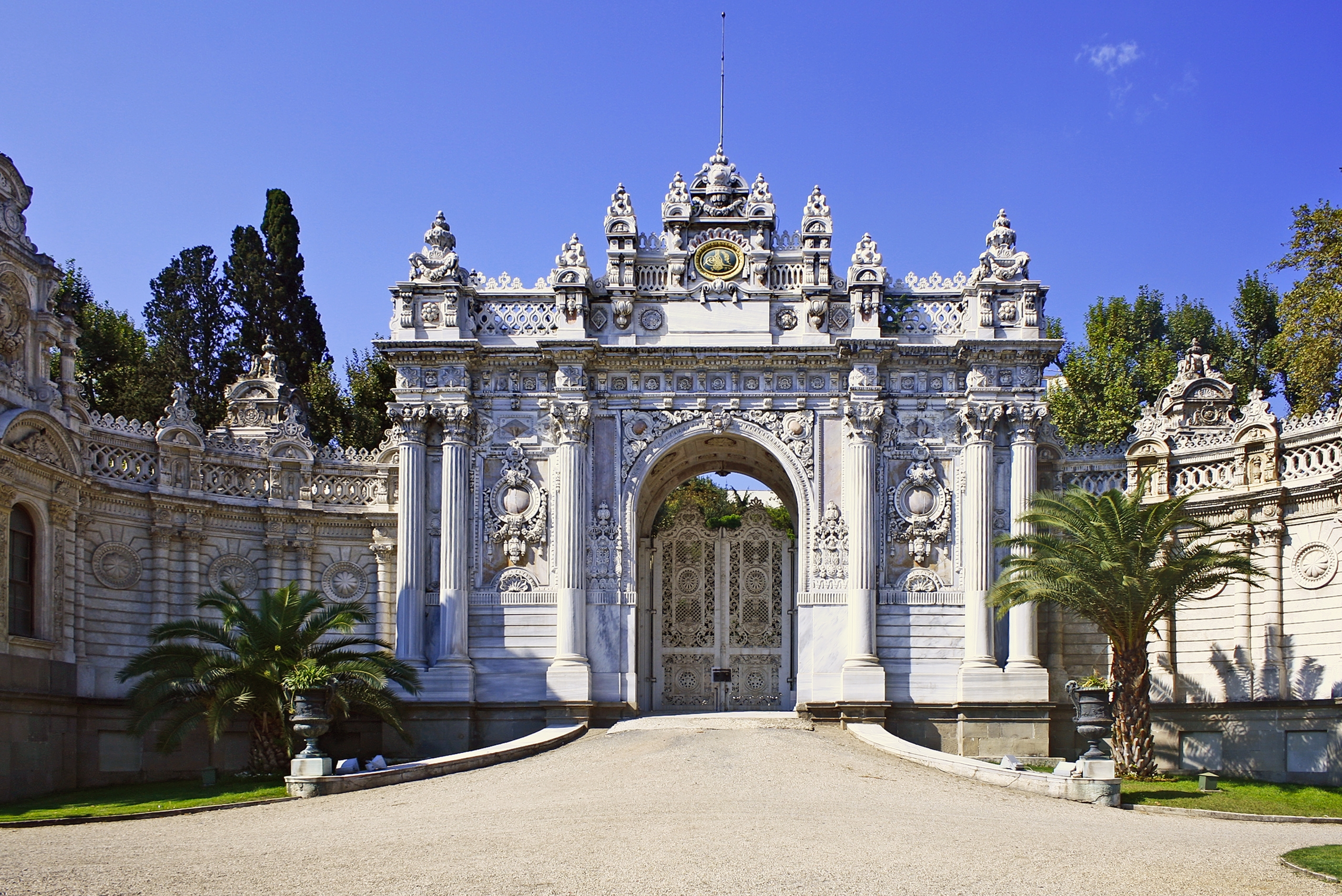
Palácio Dolmabahçe
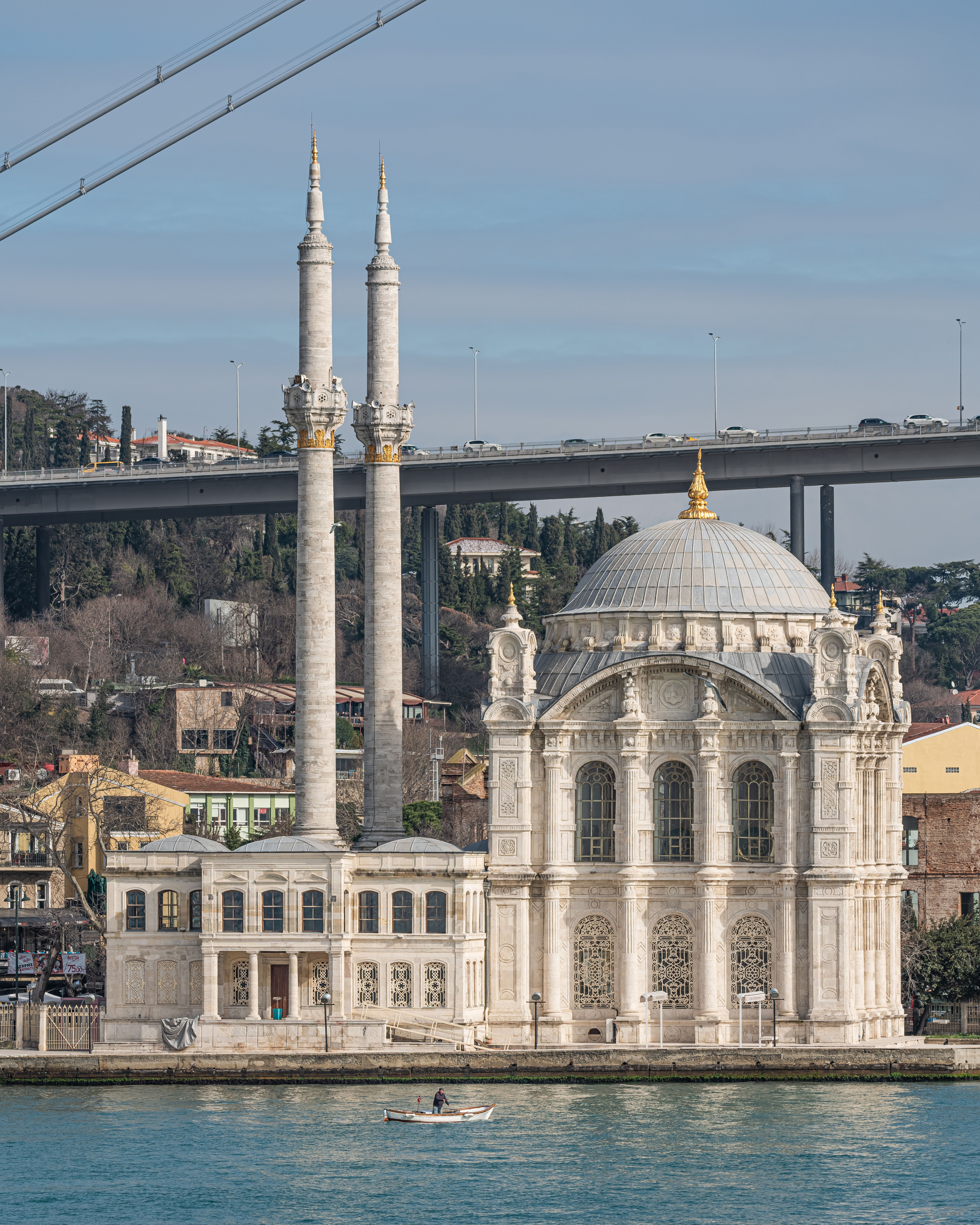
Mesquita de Ortaköy